# Emma Gunnarsen
 (décembre 2023).
Emma Gunnarsen est une chanteuse pop norvégienne. Elle est la sœur de Martinus Gunnarsen et de Marcus Gunnarsen, qui forment le duo Marcus & Martinus.

## Biographie
Emma Gunnarsen naît le 17 juin 2008 à Trofors. Elle est bercée par la musique car ses frères forment le duo norvégien Marcus et Martinus,. Emma n'a que 3 ans lorsque ses frères remportent le Melodi Grand Prix Junior (en) 2012. Emma commence à chanter dans une chorale à l'âge de quatre ans.
Elle sort son premier single en 2016 intitulé Engler i sne dont le clip a réalisé 23 millions de vues sur YouTube. En 2018 elle se produit à la Norway Cup.
En 2021 elle sort un titre intitulé 123 et, un mois plus tard, une version anglaise de ce titre car elle a une grande communauté de fans en dehors de la Scandinavie et nombreux étaient les fans lui demandant de réaliser une chanson en anglais,. Emma Gunnarsen a d'ailleurs évoqué l'envie de faire des concerts en Europe. La même année elle sort sur sa chaîne youtube un cover de June de Noah Cyrus.
En 2023 Emma sort le titre Over Deg qui évoque la difficulté d'oublier une personne dont on est tombé amoureux. La même année, elle collabore avec ses amis, le duo de rap norvégien Capow x 2G. Leur titre Alt jeg ser est écouté un demi-millions de fois en streamings, en moins d'une semaine, et atteint le top 40 de VG lista ce qui les amène à performers pour VG lista. Elle se produit à nouveau à la Norway Cup. En décembre Emma organise pour la première fois son propre concert au Parkteatret à Oslo.
Ces titres Fått deg på hjernen, Happy, Engler i Sne et Million ont récolté à eux seul 75 millions de streams sur toutes les plateformes.
Elle est très présente sur Tik tok[pertinence contestée]. En dehors de la musique, elle fait beaucoup de danse.
Emma Gunnarsen a expliqué que ses frères la conseillent beaucoup. « C'est bien qu'ils soient là, parce qu'ils savent tout ce qui va se passer. Ils sont toujours là quand j'ai un concert et ils me donnent beaucoup de bons conseils » a-t-elle expliqué.
Dans une interview donnée au média norvégien 730 en 2023, Emma Gunnarsen explique que des personnes ont déjà répandu des rumeurs sur elle. Elle évoque notamment une rumeur complètement folle qu'elle trouve plutôt drôle et qui raconte qu'elle faisait partie des Illuminati.
En mai 2025, sur NRK, une série documentaire qui suit la vie d’Emma est annoncée,,. Les 3 premiers épisodes sont diffusés le 21 mai. La série est composée de 8 épisodes de 15 minutes,. La série suit Emma dans sa vie d'artiste mais aussi au quotidien, à l'école, avec ses amis, sa famille, à la maison,. Même si Emma adore se produire et rencontrer ses fans, qu'elle est pleine d’énergie et d'assurance, elle préfère le calme et ne se sent pas toujours à l'aise quand il y as beaucoup de monde,.

## Discographie
2016
- Engler I sne

2018
- Fatt deg på hjernen

2019
- Happy
- Det er Jul

2020
- Million

2021
- Million (version acoustique)
- 123
- This or that (version anglaise de 123)

2023
- Over deg
- Vil bare ha deg
- Alt jeg ser (ft. Capow x 2G)

2024
- Ikke la meg gå
- Bailar (feat. Alexandra Joner)
- Rømme vekk
- Ma chérie

2025
- Flightmode